# Koszorús Oszkár
Koszorús Oszkár (Orosháza, 1942. április 8. – Orosháza, 2025. február 5.) okleveles könyvtáros, Orosháza város helytörténésze.
| Koszorús Oszkár                           | Koszorús Oszkár |
| Kattints az alábbi külső linkek egyikére! | Kattints az alábbi külső linkek egyikére!                                                                           |
| ----------------------------------------- | --- |
| Nem található szabad kép.(?)              | |
| külső link · jogvédett                    | Igazi orosházi, igazi kutató – Koszorús Oszkár a Hét embere. Kotroczó Melitta. Oros Caféé-2015-02-01                |
| külső link · jogvédett                    | Koszorús Oszkár a Magyar Arany Érdemkereszt polgári tagozat kitüntetést kapta. Pernyés Edit. Oros Caféé. 2017-08-25 |

## Élete

### Származása
Evangélikus vallású család tagjaként született. Édesanyja, Bartos Éva tanító, szarvasi származású, édesapja Koszorús Oszkár evangélikus lelkész és esperes. Édesapja az erdélyi Krassó-Szörény megye megyeszékhelyéről, Resicabányáról származik. Miután 1938-ban végzett a Soproni Evangélikus Líceumban segédlelkésznek állt. Tiszaföldvár, Gyula után Rákóczitelepre került, majd 1943 és 1956 között Szentetornyán lett lelkész. Végül 1956 nyarán költözött Orosházára.
Anyai és apai nagyapja is evangélikus lelkész volt Szarvas városában. Dédnagyapja, Dubovszky Nándor 1864-től 1904-es haláláig Rákoskeresztúron szolgált evangélikus lelkészként.

### Fiatalkora
Gyerekkorát Rákóczitelepen töltötte. Általános iskolai tanulmányait Szentetornyán végezte el és itt is konfirmált. Középiskolai tanulmányait az Orosházi Táncsics Mihály Gimnáziumban végezte el. Ezt követően Szegeden az Országos Széchenyi Könyvtár könyvtáros-képző tagozatán szerzett oklevelet 1966-ban, majd évekkel később 1981-ben a nyíregyházi Bessenyei György Tanárképző Főiskolán szerzett könyvtáros diplomát.

### A közművelődésben betöltött szerepe
Fél évszázadot szolgált a könyvesbolt ágazatban. 1960 és 1971 között a Földművelési-szövetkezet Járási Központja könyvesboltjának szervezője, 1971 és 1991 között az ÁFÉSZ könyvesboltjának és végül 1992-2010 között magán könyvesboltjának a vezetője volt. 1963 és 1971 között az orosházi Járási Könyvtár könyvtárosaként tevékenykedett. Ő volt a szervezője, majd 1980 óta az elnöke a Juhász Balázs Gyűjtőklubnak. 1968 és 1971 között vezette az irodalmi klubot is. Itt olyan híres írók jelentek meg, mint Bálint András, Bitskey Tibor vagy Keres Emíl. Ezenkívül a Békés Megyei TIT irodalmi szakosztályának titkára volt és a helyi Képtár Baráti Kör elnöke volt. 1970-től a Magyar Éremgyűjtők Egyesületének orosházi titkára.
A helyi evangélikus egyháznál 1969-től presbiter. 1999 óta a Nyugat-Békési egyházmegye felügyelője és egykori zsinat-tagja volt. 2012 ősze óta az Orosházi Evangélikus Gyülekezet Levéltárában dolgozik.
2008-ban Orosháza 13. díszpolgára lett, 2017-ben megkapta a Magyar Arany Érdemkereszt polgári tagozata kitüntetést.

## Családja
1965-ben nősült, felesége Kovács Hajnalka óvodapedagógus. Két gyermeke született: Éva (1966) és Csilla (1969). Éva Orosházán él, míg Csilla a kanadai Windsorban. Emellett 4 unokája és dédunokái is vannak.

## Fontosabb művei
59 év során pontosan 870 alkotásban működött közre. Ebből 10 könyvet önállóan írt, 20 esetében szerkesztő volt, 40 műnél munkatársként hivatkoznak rá és különböző fórumokon 800 írása jelent meg. Legjelentősebb műve az 1994-től kezdve kiadott Orosháza jelesei kötetsorozat.

### Kötetei
- Dr. Sós József. 1906–1973. Bibliográfia; Orosháza, 1981 (Beck Zoltánnal közös bibliográfia)
- Orosháza és környéke sporttörténete 1933-ig. Orosháza, 1982 (gépirat)
- Orosháza sporttörténete: Kiállítás az orosházi Szántó Kovács Múzeumban. 1985. dec.–1986. febr. Orosháza,1985
- Orosháziak és környékbeliek Szinnyei József: Magyar írók élete és munkái c. művében. Orosháza, 1985
- Orosháza jelesei a XIX. század végéig. Orosháza, 1994
- "Igazi lámpás volt!" Arcképvázlat Urszuly János volt cinkusi tanítóról. Orosháza, 2003
- Arcképek Gádoros múltjából. Gádoros, 2005
- Mi orosháziak : életúti és kortörténeti szemelvények. Orosháza, 2005

### Szerkesztései
- Orosházi Juhász Balázs Gyűjtőklub 6 évkönyve (1976/77-es kötettől az 1989/90-es kötetig)
- Orosháza régen és ma. Orosháza, 2004 (társszerk.)
- 100 éves az Orosházi Munkás Testedző Kör, 1913–2013; szerk. Koszorús Oszkár; Szántó Kovács János Területi Múzeum, Orosháza, 2013
- Orosháza és orosháziak az első világháborúban. Orosháza, Nagy Gyula Területi Múzeum, 2016

### Róla írták
Tompa Erika: "Fél évszázada könyvek között" Koszorús Oszkár könyvtáros, könyvesboltvezető,helytörténész, Orosháza díszpolgára pályaképe.(szakdolgozat) Szegedi Tudományegyetem Juhász Gyula Pedagógusképző Kar Könyvtártudományi tanszék, Szeged, 2009

## Díjai, elismerései
- Szocialista Kultúráért (miniszteri kitüntetés) (1973, 1988)
- Kiváló Szövetkezeti Munkáért (1980)
- Petőfi Emlékplakett (1989)
- Orosháza Városért elismerés (1994)
- Pro Numismatica (1999)
- Orosháza Kultúrájáért (2000)
- In favorem urbis nostrae (2001)
- Nicolas Müller – díj (2005)
- Orosháza Város Díszpolgára (2008)
- Prónay Sándor – emlékplakett (2009)
- Magyar Arany Érdemkereszt polgári tagozata (2017)